# Eledees: The Adventures of Kai and Zero
Eledees: The Adventures of Kai and Zero (カイとゼロの不思議な旅, Elebits: Kai to Zero no Fushigi na Tabi) est un jeu vidéo d'action-aventure développé et édité par Konami, sorti en 2008 sur Nintendo DS.
Il s'agit d'un jeu dérivé d'Eledees sur Wii.

## Accueil
- Jeuxvideo.com : 13/20[1]